# افسانه‌ها (کتاب)
افسانه‌ها (به دانمارکی: Nye Eventyr) نام یک کتاب ادبی است که توسط هانس کریستین اندرسن، نویسندهٔ اهل دانمارک نوشته شده‌است. این کتاب یکی از آثار مشهور ادبی جهان است. 